# Un angelo alla mia tavola
Un angelo alla mia tavola (An Angel at My Table) è un film del 1990 diretto da Jane Campion.
Il soggetto è tratto dall'omonima autobiografia della scrittrice neozelandese Janet Frame scomparsa nel 2004 e più volte candidata al premio Nobel per la letteratura.
Un angelo alla mia tavola ha ottenuto grandi consensi alla 47ª Mostra internazionale d'arte cinematografica di Venezia dove ha ricevuto il Leone d'argento.

## Trama
Janet è figlia di una povera famiglia contadina della Nuova Zelanda, venuta al mondo dopo un parto drammatico, costato la vita alla sorella gemella. Solitaria e insicura, si rifugia nello studio e nella scrittura, pubblicando poesie già da ragazza.
Sofferente per le difficoltà economiche e la morte della sorella Myrtle per annegamento, la sua situazione emotiva precipita dopo il fallimento dell'esame per diventare maestra; ciò la costringe a svolgere lavori umili per pagarsi gli studi universitari ma, in seguito a un fallito tentativo di suicidio, viene ricoverata prima in ospedale e poi in manicomio dove, dichiarata schizofrenica, subisce per i successivi otto anni duecento elettroshocks, tuttavia riesce a salvarsi dalla lobotomia, grazie al successo di un suo libro.
Comincia così una fase più serena della sua esistenza: dopo essere uscita dal manicomio, Janet riprende in mano la sua vita, aiutata dall'affetto della famiglia e dalle giuste amicizie nell'ambiente letterario, il che le permette di esprimere tutto il talento nella scrittura. Tuttavia antichi fantasmi sembrano riaffiorare nel momento in cui perde il bambino concepito in Spagna da una relazione con uno scrittore statunitense, e quando viene rifiutata come infermiera, a causa del passato internamento in manicomio, decide di farsi ricoverare volontariamente in ospedale: in quest'occasione le viene rivelato che la precedente diagnosi di schizofrenia era in realtà errata.
Dimessa dall'ospedale e ormai nota in tutto il mondo, decide di tornare in patria (in precedenza si era trasferita a Londra) in occasione della morte del padre, stabilendosi vicino alla sorella, in una roulotte, dove continua a scrivere, ispirata dall'incantevole natura del proprio Paese.

## Riconoscimenti
- Mostra del cinema di Venezia: Leone d'argento
- Seminci 1990: Espiga de plata e premio per la miglior attrice (Kerry Fox)